# 20 décembre 1939
Le mercredi 20 décembre 1939 est le 354e jour de l'année 1939.

## Naissances
- Alain Feuillette, céiste français
- Bill Keith (mort le 23 octobre 2015), banjoïste américain
- Bruce K. Alexander, psychologue canadien
- Daniel Eon, joueur de football français
- Hiromi Tsuchida, photographe japonais
- Jim Herriot, footballeur international écossais
- Kathryn Joosten (morte le 2 juin 2012), actrice américaine
- Kim Weston, chanteuse américaine de musique soul

## Décès
- Fritz Syberg (né le 28 juillet 1862), peintre danois
- Hans Langsdorff (né le 20 mars 1894), militaire allemand
- James Alexander MacDonald (né en octobre 1858), avocat, juge et politicien de Colombie-Britannique
- Jussi Tiitola (né le 12 octobre 1910), joueur de hockey sur glace finlandais
- Yakup Şevki Subaşı (né en 1876), militaire de l'Armée ottomane

## Événements
- Création des insignes de combat d'infanterie et des blindés
- Sortie du film Les Mains libres